# Lev Ivanovič Ivanov
Lev Ivanovič Ivanov (Mosca, 18 febbraio 1834 – San Pietroburgo, 11 dicembre 1901) è stato un coreografo russo.
È considerato «l'anima della danza russa».

## Biografia
Entrò alla scuola di danza di San Pietroburgo frequentando la classe di Jean-Antoine Petipa (il padre di Marius Petipa), e nel 1852 venne ingaggiato dalla compagnia del Teatro Mariinskij e nominato maître de ballet nel 1885.  Per tutta la vita fu sommerso dai debiti a causa di due matrimoni e sei figli (tre per matrimonio). Nel 1859 sposò Vera Aleksandrovna Ljadova, ballerina e cugina del compositore Anatolij Konstantinovič Ljadov. Si separarono nel 1869 (la Ljadova morì l'anno seguente). In seconde nozze, Ivanov sposò Varvara Ivanova, attrice il cui nome d'arte era Malchugina. 
Nel 1892, a causa delle cattive condizioni di salute del venerabile Maître de Ballet dei Balletti Imperiali, Marius Petipa, Ivanov fu incaricato di coreografare buona parte de Lo Schiaccianoci (1892), cosa che fece seguendo fedelmente le note e il libretto di Petipa.
Egli lavorò anche con Petipa per il riallestimento de Il lago dei cigni di Čajkovskij nel (1895), coreografando la maggior parte del secondo e del quarto atto.

## Composizioni coreografiche
- La Tulipe de Harlem (1887)
- Le Danze polovesiane da Il principe Igor (1890)
- Lo Schiaccianoci (1892)
- Il lago dei cigni (1894)
- Acis et Galatée (1896)
- Rapsodie de Liszt (1899)
- Nuits égyptiennes (1900)